# Faithfully
Faithfully is een populaire powerballad van de Amerikaanse rockband Journey, en de tweede single van hun album Frontiers. De schrijver is Jonathan Cain. Het stond 12e in de Billboard Hot 100. Het was de tweede achtereenvolgende top 20-hit uit het album Frontiers. Het lied was dus erg succesvol in de hitlijsten, en is een van hun meest herkenbare liedjes geworden. Faithfully heeft blijvende populariteit genoten.